# Campeonato Mundial de Esquí Nórdico de 1926
El III Campeonato Mundial de Esquí Nórdico se celebró en la localidad de Lahti (Finlandia) entre el 4 y el 6 de febrero de 1926 bajo la organización de la Federación Internacional de Esquí (FIS) y la Federación Finlandesa de Esquí.

## Esquí de fondo
| Evento        | Oro                                | Plata                                   | Bronce                              |
| ------------- | ---------------------------------- | --------------------------------------- | ----------------------------------- |
| 30 km (04.02) | Matti Raivio · Finlandia · 2:20:55 | Tauno Lappalainen · Finlandia · 2:27:13 | Veli Saarinen · Finlandia · 2:27:34 |
| 50 km (06.02) | Matti Raivio · Finlandia · 4:18:18 | Tauno Lappalainen · Finlandia · 4:26:45 | Olav Kjelbotn · Noruega · 4:26:47   |

## Salto en esquí
| Evento                       | Oro                                         | Plata                               | Bronce                                   |
| ---------------------------- | ------------------------------------------- | ----------------------------------- | ---------------------------------------- |
| Trampolín individual (04.02) | Jacob Tullin Thams · Noruega · 113,880 pts. | Otto Aasen · Noruega · 113,135 pts. | Georg Østerholt · Noruega · 113,135 pts. |

## Combinada nórdica
| Evento             | Oro                                     | Plata                            | Bronce                           |
| ------------------ | --------------------------------------- | -------------------------------- | -------------------------------- |
| Individual (04.02) | Johan Grøttumsbråten · Noruega · 37,125 | Thorleif Haug · Noruega · 34,415 | Einar Landvik · Noruega · 33,127 |

## Medallero
| Núm. | País      | Oro | Plata | Bronce | Total |
| ---- | --------- | --- | ----- | ------ | ----- |
| 1    | Noruega   | 2   | 2     | 3      | 7     |
| 2    | Finlandia | 2   | 2     | 1      | 5     |
|      | TOTAL     | 4   | 4     | 4      | 12    |